# Барявичюс, Гедрюс
Гедрюс Барявичюс (лит. Giedrius Barevičius; род. 9 августа 1976, Вильнюс) — литовский футболист, выступавший на позиции полузащитника, тренер. Выступал в национальной сборной Литвы.

## Карьера
Первым профессиональным клубом футболиста был литовский клуб «Панерис». В начале 1998 года футболист перешёл в «Жальгирис». Вместе с клубом футболист стал победителем чемпионата и принимал участие в квалификациях Лиги чемпионов УЕФА и матчах Кубка Интертото. В 2003 году футболист стал игроком литовского клуба «Каунас», в составе которого затем стал четырёхкратным победителем чемпионата, двукратным обладателем Кубка Литвы и единожды Суперкубка Литвы. Также футболист за свою карьеру успел отличиться забитым голом в ворота английского «Ливерпуля» в рамках второго квалификационного раунда Лиги чемпионов УЕФА. Позже футболист поиграл также в «Судуве» и финском «Атлантисе». В 2010 году футболист вернулся в вильнюсский «Жальгирис». В 2011 году футболист присоединился к клубу «Тракай». Под конец профессиональной карьеры футболист выступал за радвилишкиский «Локомотив». В начале 2017 года футболист официально завершил профессиональную карьеру.
В сезоне 2012/13 провёл 4 матча и забил один гол за мини-футбольный «Локомотив» в высшем дивизионе Литвы по футболу, а в 2015 году сыграл ещё один матч.

## Международная карьера
В 1995 и 1996 году сыграл три матча за сборную Литвы до 21 года в рамках отбора к молодёжному чемпионату Европы. В июле 1996 года футболист получил вызов в национальную сборную Литвы. Дебютировал за сборную футболист 31 июля 1996 года в товарищеском матче против сборной Беларуси, выйдя на замену на 69 минуте.

## Тренерская карьера
Работал в литовской футбольной школе «Атейтис» тренером юношеских команд. В 2021 году стал главным тренером клуба «Ширвинтос-ВГТУ Вилкай» из Третьей лиги. В начале 2022 года стал первым главным тренером только образованного литовского клуба «Трансинвест», вместе с которым заявились во Вторую лигу. По итогу дебютного сезона специалист привёл клуб к первому чемпионству, став победителем Второй лиги. В следующем сезоне 2023 года Барявичюс привёл клуб к чемпионству в Первой лиге, а также до этого смог выиграть Кубок Литвы, сделав клуб первым обладателем титула в истории литовского футбола, который не выступал в А лиге. В марте 2024 года был уволен с поста главного тренера клуба.

## Достижения
Клубные
«Жальгирис»
- Чемпион Литвы: 1998/99

«Каунас»
- Чемпион Литвы (4): 2003, 2004, 2006, 2007
- Обладатель Кубка Литвы (2): 2004, 2005
- Обладатель Суперкубка Литвы: 2007

Тренерские
«Трансинвест»
- Победитель Второй лиги: 2022
- Победитель Первой лиги: 2023
- Обладатель Кубка Литвы: 2023